# Барков, Сергей Егорович
Сергей Егорович Барков (1924—2007) — старший сержант Советской Армии, участник Великой Отечественной войны, Герой Советского Союза (1944).

## Биография
Сергей Барков родился 23 сентября 1924 года в селе Баранчик (ныне — Должанский район, Орловская область) в семье крестьянина. Окончил неполную среднюю школу. В 1942 году был призван на службу в Рабоче-крестьянскую Красную Армию Должанским районным военным комиссариатом. С июля 1942 года — на фронтах Великой Отечественной войны. Участвовал в боях на Брянском, Центральном, 1-м, 2-м и 3-м Украинском фронтах. В боях был трижды ранен. Отличился во время освобождения Украины. К февралю 1944 года старший сержант Барков командовал отделением 11-й отдельной разведроты 74-й стрелковой дивизии 40-й армии 2-го Украинского фронта.
За февраль-март 1944 года Барков совершил вместе со своим разведотделением 12 рейдов по вражеским тылам, во время которых ими было уничтожено около 100 и захвачено в плен более 70 солдат и офицеров противника. 2 апреля 1944 года Барков, возглавлявший разведгруппу из 4 человек, переправился через реку Прут на территорию Румынии и проник в расположение вражеских подразделений у посёлка Трестиана в районе города Дорохой. Группе удалось собрать сведения о противнике и захватить немецкого штабного офицера, что позволило успешно форсировать Прут частями дивизии.
Указом Президиума Верховного Совета СССР от 13 сентября 1944 года за «мужество и героизм, проявленные в Уманско-Ботошанской операции» старший сержант Сергей Барков был удостоен высокого звания Героя Советского Союза с вручением ордена Ленина и медали «Золотая Звезда» за номером 5440.
В 1947 году Барков был демобилизован. Проживал и работал в Орле. Работал в локомотивном депо электрослесарем-аппаратчиком, бригадиром мотористов. Был награждён знаком «Почётный железнодорожник Министерства путей сообщения СССР». Умер 20 апреля 2007 года. Похоронен на воинском участке Троицкого кладбища в Орле.
Был также награждён орденами Красного Знамени, Отечественной войны 1-й степени, Красной Звезды, а также рядом медалей, в том числе «За отвагу».